# DJ Ashba
Daren Jay Ashba (Monticello, Indiana, 10 de noviembre de 1972) es un guitarrista estadounidense, empresario, compositor y productor de hard rock. Actualmente es el guitarrista de la banda Sixx:A.M. También formó parte de las bandas BulletBoys, Beautiful Creatures y Guns N' Roses.

## Biografía
Ashba nació en Monticello, Indiana. Se crio en Fairbury, Illinois. Su madre era una pianista de formación clásica que empezó a enseñarle música cuando era pequeño. Ashba participó en su primer recital de piano a los cinco años, en el que tocó el "Himno a la Alegría" de Beethoven. Luego aprendió a tocar la batería y la guitarra. Cuando cumplió 16 años, su padre lo llevó a su primer concierto: La gira Girls, Girls, Girls de Mötley Crüe. Más tarde dijo: "¡El público, la música, las luces! Fue la noche en que me di cuenta de que, costara lo que costara, algún día iba a estar en ese escenario".

## Trayectoria
Ashba, a los 18 años, se trasladó a Hollywood para iniciar una carrera musical. Se unió al grupo Barracuda y estuvo de gira con la banda durante dos años. En 1996, lanzó su álbum instrumental de debut, Addiction to the Friction. En 1998, Ashba se unió a la nueva dormación de la banda BulletBoys. Entonces conoció a Joe Lesté de Bang Tango y en 1999, dejó el grupo para formar una nueva banda con Lesté, Beautiful Creatures. En el 2001 lanzaron su primer álbum, titulado Beautiful Creatures, producido por Sean Beavan. La canción "1 a.m." fue utilizada para la banda sonora de la película de terror Valentine (2001) y para la serie televisiva Smallville. "Ride" apareció en la banda sonora del remake de Rollerball de 2002. Ese mismo año Ashba dejó el grupo.
Tras su salida de Beautiful Creatures, en 2003, Ashba fue invitado a participar en el grupo Brides of Destruction con Nikki Sixx y Tracii Guns, pero lo rechazó para centrarse en su proyecto en solitario.
En 2005, se generó una pequeña controversia cuando se sugirió que ni Tommy Lee ni Mick Mars tocaron en los nuevos temas del álbum recopilatorio de Mötley Crüe Red, White & Crüe; supuestamente fueron realizadas por el baterista de los Vandals Josh Freese y Ashba, además de que Mick fue reemplazado por Ashba en su gira de reunión. Ashba respondió a los rumores:
Sólo quiero dejar las cosas claras. Aunque me encantaría tocar en la gira con Mötley, simplemente no es cierto... es un rumor. Estaré en el estudio y haciendo conciertos con ASHBA. Tengo todo el respeto del mundo por Mötley Crüe y estoy deseando ver a Mick pateando culos, como siempre.

### Sixx:A.M. and Guns N' Roses
Hacia el año 2006 se unió al bajista de Mötley Crüe, Nikki Sixx, y a James Michael, para crear un proyecto de hard rock, cuya música serviría como banda sonora a la autobiografía de Nikki Sixx: The Heroin Diaries: A Year in the Life of a Shattered Rock Star. El sencillo "Life is Beautiful" llegó al n.º 2 de la lista Billboard, logrando un gran éxito. En 2011 la banda publicó This Is Gonna Hurt, seguido de Modern Vintage en 2014. 
El 3 de mayo de 2011 se publicó el álbum de Sixx:A.M. This Is Gonna Hurt, seguido de Modern Vintage en 2014, y su primera gira como cabeza de cartel en la primavera de 2015.
En 2009, Ashba fue anunciado como el nuevo guitarrista de Guns N' Roses, en sustitución de Robin Finck, que dejó la banda para volver con Nine Inch Nails. Con la banda liderada por Axl Rose, Ashba realizó varias giras, hasta que el 27 de julio de 2015 Ashba anunció por sus redes sociales con una carta a sus aficionados que después de 6 años decidía abandonar la banda para centrarse en Sixx:A.M.
Tras compaginar su trabajo entre Sixx:A.M. y Guns N' Roses durante años, Ashba anunció el 27 de julio de 2015 que dejaba la banda para atender a su familia y a su otra banda.
Sixx A.M. publicó dos álbumes en 2016, Prayers for the Damned y Prayers for the Blessed, antes de embarcarse en una gira mundial. Tras la gira, el grupo entró en un paréntesis, confirmado por Ashba y James Michael en febrero de 2018.

### Regreso al trabajo en solitario y reuniones de Sixx:A.M.
En febrero de 2018 Ashba y James Michael anunciaron un proyecto de colaboración llamado Pyromantic, centrado en la mezcla de rock con influencias pop y dance. Al año siguiente Michael ya había salido del proyecto.
En 2019 Sixx A.M. se reunió para grabar y lanzar el sencillo benéfico Talk to Me, y anunció el inminente lanzamiento de varios temas grabados para un álbum de grandes éxitos.
En 2020 el proyecto Pyromantic había evolucionado hacia una resurrección del nombre ASHBA, ahora en solitario, con el lanzamiento de los singles Hypnotic, Let's Dance y A Christmas Stor". Al año siguiente lanzó el sencillo de portada Bella Ciao.
En 2021 Sixx A.M. lanzó Greatest Hits, que incluía tres canciones nuevas, The First 21, Penetrate y Waiting All My Life. James Michael dijo que era "esta es una buena forma de concluir el trabajo de SIXX:A.M.", aunque no descartó futuras reuniones.

## Vida personal
Ashba es conocido por su gran cantidad de tatuajes, entre los que destacan una pantera en su brazo derecho, la palabra "Demented" en los dedos, unos cuervos en su pecho y la palabra "Havoc" en su abdomen. Mantuvo una relación con la actriz australiana Nicky Whelan. También es conocido por sus excéntricas guitarras.

## Discografía

### Solo
- Addiction to the Friction (1996)
- Eli Roth's Goretorium - Songs For The Demented Mind (2012)

### Con Beautiful Creatures
- Beautiful Creatures (2001)

### Con Sixx:A.M.
- The Heroin Diaries Soundtrack (2007)
- This Is Gonna Hurt (2011)
- Modern Vintage (2014)
- Prayers for the Damned (2016)

### Trabajos de producción, composición y otros créditos
| Año  | Álbum                                                   | Banda         | Discográfica                       | Créditos                                                          |
| ---- | ------------------------------------------------------- | ------------- | ---------------------------------- | ----------------------------------------------------------------- |
| 2002 | I'd Start a Revolution If I Could Get Up in the Morning | Aimee Allen   | Elektra                            | Guitarras en "Revolution"                                         |
| 2005 | Heads Will Roll EP                                      | Marion Raven  | Eleven Seven                       | Composición de "Spit You Out"                                     |
| 2007 | Set Me Free                                             | Marion Raven  | Eleven Seven/Warner Bros.          | Composición de "Set Me Free" y "Thank You For Loving Me"          |
| 2007 | Full Circle                                             | Drowning Pool | Eleven Seven                       | Coproductor en "Reason I'm Alive"                                 |
| 2007 | The Heroin Diaries Soundtrack                           | Sixx:A.M.     | Eleven Seven                       | Cocompositor y productor.                                         |
| 2007 | Saints of Los Angeles                                   | Mötley Crüe   | Eleven Seven/Universal Music Group | Cocompositor en todos los tracks excepto "This Ain't a Love Song" |